# Archytas prudens
Archytas prudens är en tvåvingeart som beskrevs av Charles Howard Curran 1928. Archytas prudens ingår i släktet Archytas och familjen parasitflugor. Inga underarter finns listade i Catalogue of Life.